# Liste der Monuments historiques in Gahard
Die Liste der Monuments historiques in Gahard führt die Monuments historiques in der französischen Gemeinde Gahard auf.

## Liste der Bauwerke
| Bezeichnung                      | Beschreibung | Standort | Kennzeichnung | Schutzstatus | Datum | Bild           |
| -------------------------------- | ------------ | -------- | ------------- | ------------ | ----- | -------------- |
| Ruinen des Château des Fontaines |              | (Lage)   | PA00090579    | Inscrit      | 1926  |                |
| Kirche St-Exupère                |              | (Lage)   | PA00090580    | Inscrit      | 1968  | weitere Bilder |

## Liste der Objekte

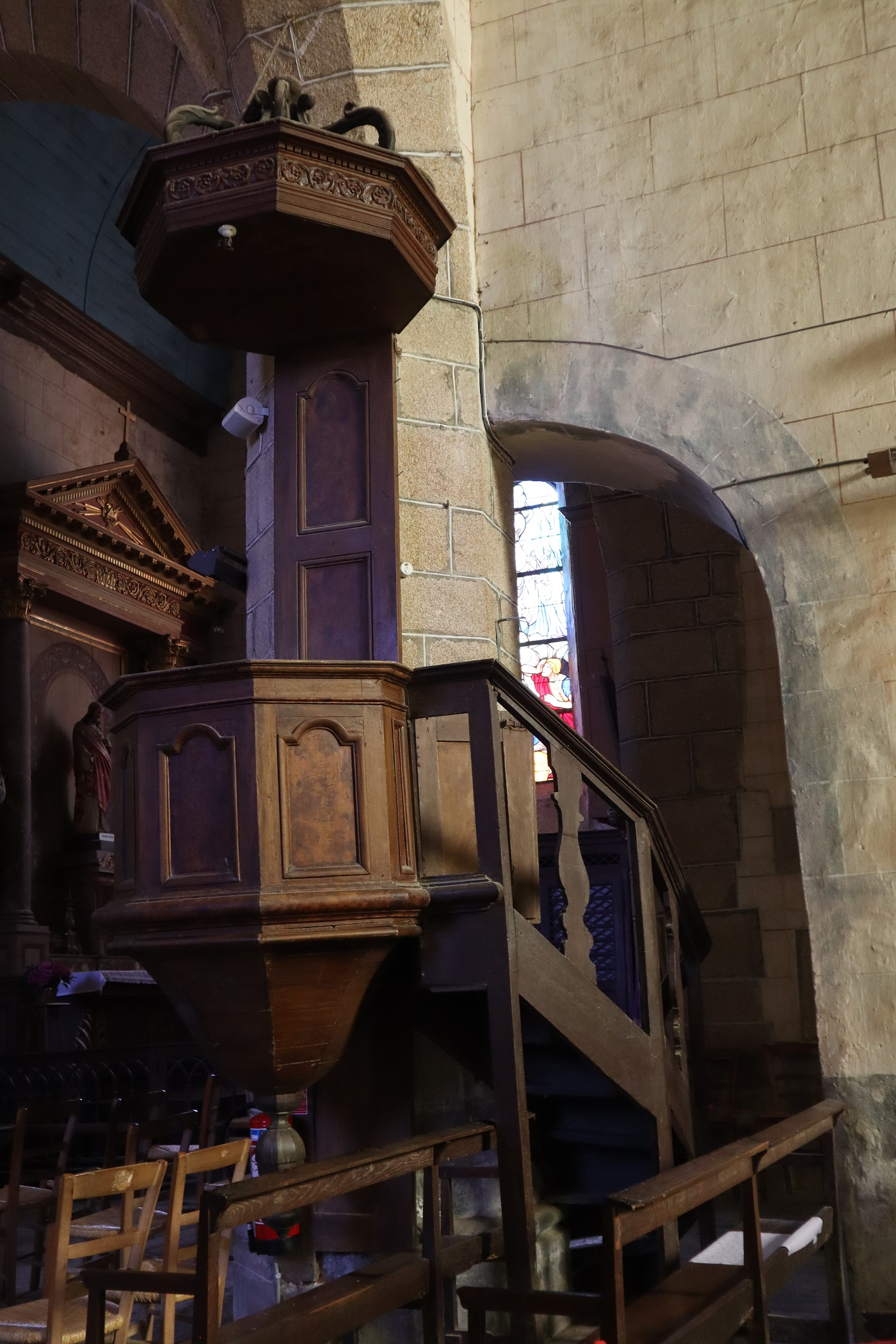
Kanzel aus dem Jahr 1754 in der Kirche St-Exupère

- Monuments historiques (Objekte) in Gahard in der Base Palissy des französischen Kultusministeriums